# Пётр I Мушат
Пётр I Мушат (Пётр—Воевода, молд. Петру Мушат) — господарь Молдавского княжества в 1375—1391 годах, сын Кости (Штефана из Щепениц) и Мушаты (Маргариты), первый из правителей династии Мушатов (Мушатинов).

## История
Во времена правления Петра I Мушата Молдавское княжество активно включается в международные отношения юго-восточной Европы. Именно с того времени сохранился первый достоверный акт, выпущенный молдавской канцелярией, датированный 1 мая 1384 года. В этом акте Пётр I Мушат имеет титул «Petrus Waiwoda Dei gratia dux Terre Moldavie» (Петрус Воевода, милостью Божьей господарь Земли Молдавской). А признав в 1387 году во Львове сюзеренитет польского короля Владислава II Ягелло, то есть принёс присягу польскому королю, Пётр I Мушат включил Молдавское княжество в систему польско-литовских союзов. Область возле крепостей Хотин, Цецина и Хмелев, входит в состав Молдавского княжества.
В начале 1388 года Владислав II Ягелло просит о Петра II Мушата четыре тысячи рублей серебром в долг на три года, обещая Покутье в качестве залога. 10 февраля 1388 года Пётр I Мушат послал ему 3 тысячи рублей серебром.
В 1386 году сын Дмитрия Донского Василий после трёх лет, проведённых в качестве заложника в Золотой Орде скрывается в Молдавском княжестве. Русская летопись сообщает:

Того же году княз Василей, великого князя сын Дмитриеев прибеже из Орды в Подольскую землю в великие волохы к Петру Воеводе…

К Петру I Мушату приехала делегация от Дмитрия Донского, что ознаменовало первый официальный московско-молдавский контакт.
В 1389 году Пётр I Мушат был посредником на переговорах между Валахией и Польшей. Во время его правления быстро развивается экономика Молдавии. Впервые в официальных документах появляются упоминания Ясс, Романа, Сирета, Баи, Тыргу-Нямц, Хырлэу, Хотина. В 1385 году Сучава становится столицей Молдавского княжества. Утверждаются должности пыркэлаба и ворника. По его поручению была построена церковь Святой Троицы в Сирете, одно из первых известных сооружений в молдавском архитектурном стиле.
В 1387 году Пётр I Мушат с благословения митрополита Галича назначил Иосифа главой Молдавской Православной Церкви. В ответ на это патриарх Константинопольский предал анафеме всё Молдавское княжество. В том же году Антоний IV, Патриарх Константинопольский, посылает в Молдавию двух своих экзархов. Об одном источники молчат. Другой, Феодосий «не был принят народом молдавским и он вернулся без всякого успеха». Как пишет Н. Йорга, «господарь хорошо понял, что Феодосий был всего лишь митрополитом греческого происхождения и он не хотел, чтобы его Молдова имела предстоятелем чужого пастыря». В 1391 году в княжество прибыл посланник Константинопольского патриарха Теодосий с целью изучить каноническую законность самовольного назначения главы молдавской церкви, однако его визит остался безрезультатным и Пётр не отказался от своего решения.
В грамоте Петра Мушата от 1392 года присутствует первое упоминание северо-западной части Молдавского княжества — Буковины.

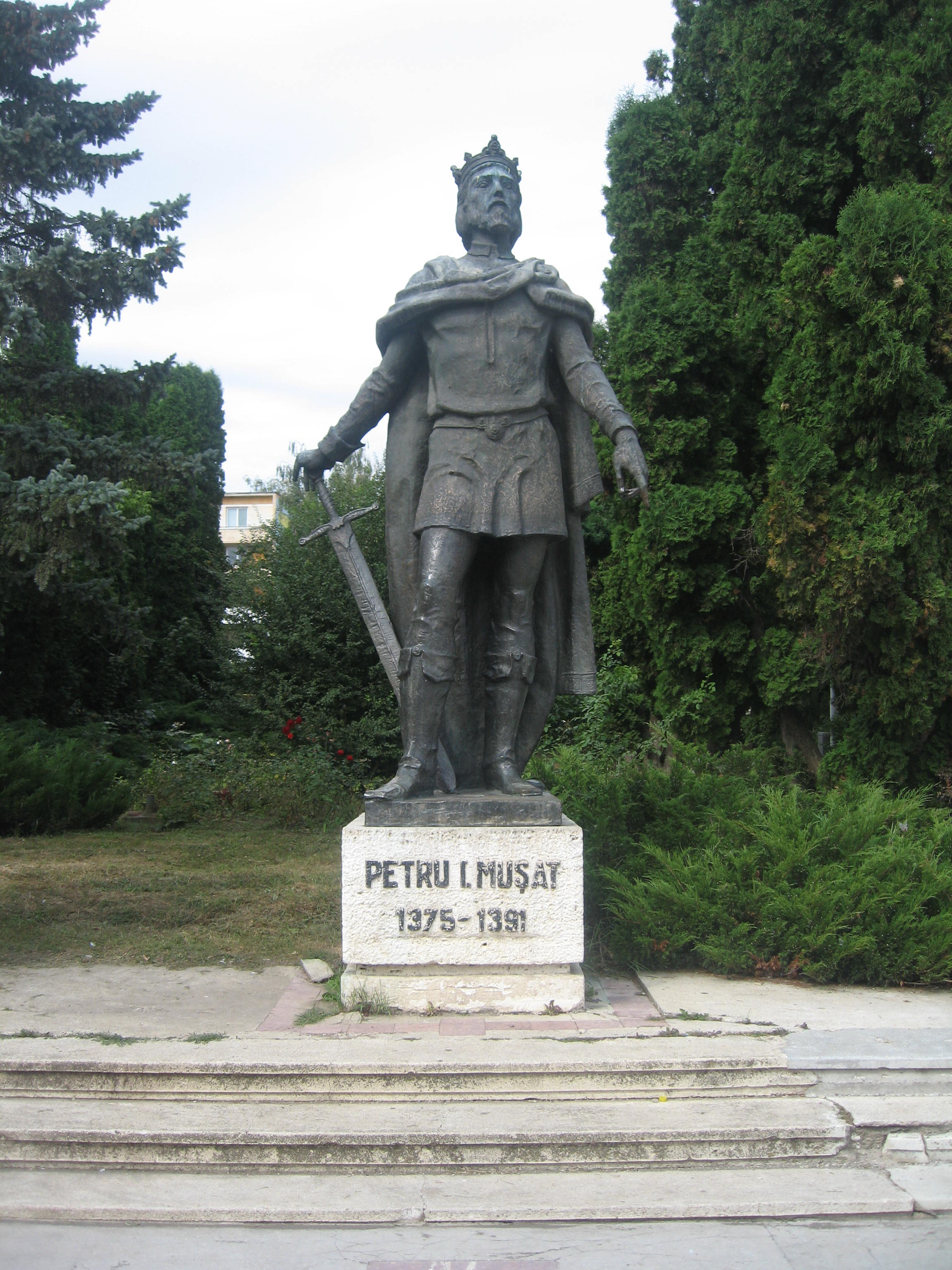
Статуя Петра Второго Мушата на Площади 22-го Декабря в Сучаве, Румыния.Надпись на монументе указывает "Пётр Первый Мушат", как он был знаком историографии до недавнего времени.

Пётр был женат на близкой родственнице своего сюзерена Владислава II Ягелло. У него было двое сыновей — Роман и Ивашко, безуспешно претендовавшие на молдавский престол.

## Чеканка монет

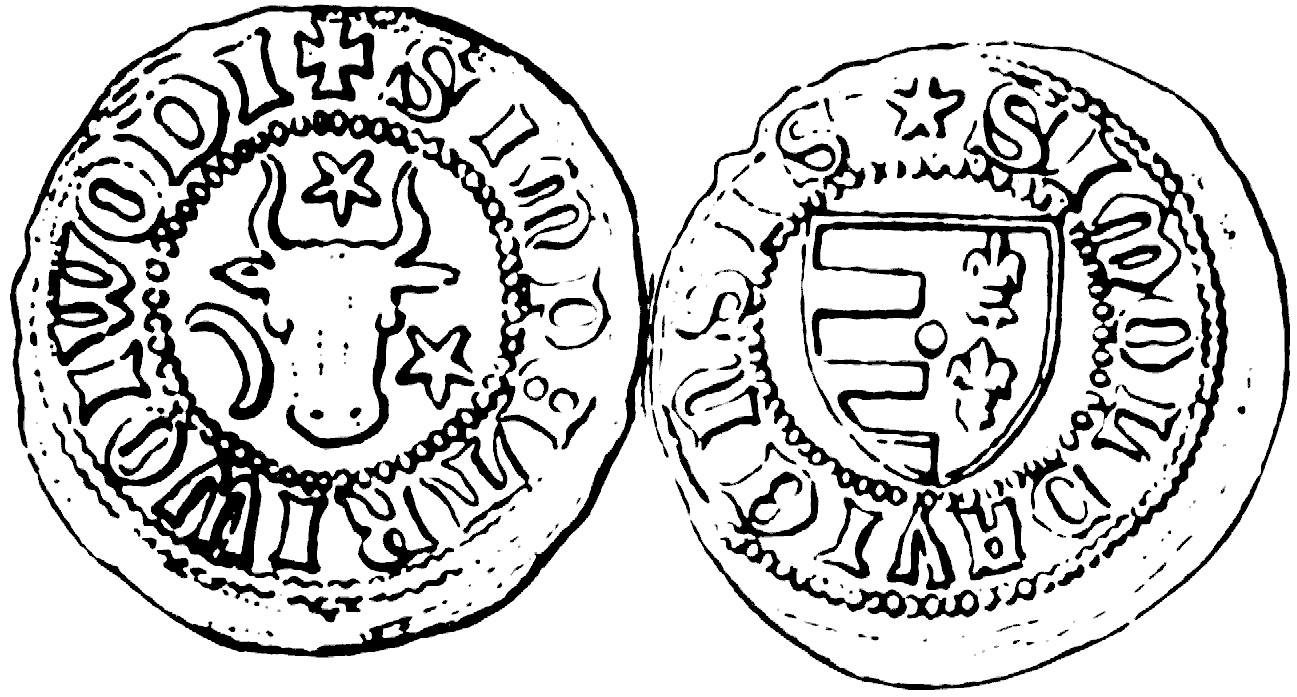
Монета Петра I Мушата

Пётр II Мушат начал регулярную чеканку первых молдавских серебряных монет — грошей. Монеты производились в Сучаве и были одни из самых добротных в регионе, благодаря чему получили широкое распространение. Молдавские монеты времён Мушата были найдены на территории, ограниченной Польшей, Литвой, Крымом, побережьем Чёрного моря и Югославией.
На лицевой стороне монет в точечном круге всегда изображалась голова тура с лировидно-изогнутыми рогами, между которыми помещена пятиконечная звезда. Рядом с мордой быка расположены розетка и полумесяц, не имеющие чётко фиксированного места — строго справа или слева. Иногда вместо розетки на монете изображался цветок лилии, стебелёк которого зажат в губах быка. Центральную часть оборотной стороны монет занимает рассечённый треугольный щит. Первое поле этой геральдической фигуры пересекают три, реже четыре, так называемые балки или фасции. Второе поле украшено лилиями, количество которых варьирует от одной до семи. На отдельных экземплярах лилия изображалась и над щитом. Чаще всего встречаются монеты с двумя лилиями, чуть реже с семью, очень редко с тремя и четырьмя лилиями, а гроши с одной лилией считаются уникальными.
На обеих сторонах грошей присутствовали латинские круговые надписи, разделённые на части крестами, розетками, лилиями, звёздами, двоеточиями и т. п. Сохранившиеся надписи очень искажены. Считается, что на аверсе была помещена надпись "SIМ PETRI WOIWODI" ("Печать Петра Воеводы"), а на реверсе — "SI MOLDAVIENSIS" ("Печать Молдавская"), где "si" и "sim" по-видимому являются сокращениями латинского слова "sigillum".
Известно всего несколько экземпляров полугрошей, выпущенных Петром I Мушатом. Они были выполнены из серебра и по внешним признакам близки к грошам с семью лилиями. На полугрошах отсутствовали легенды, но были три дополнительные лилии — по бокам от щита и над ним. На аверсе полугрошей изображена голова быка с пятиконечной звездой между лировидными рогами, справа — полумесяц, слева — розетка. Вес монет — 0,22—0,24 г., диаметр — 12,0—13,5 мм.

## Источники

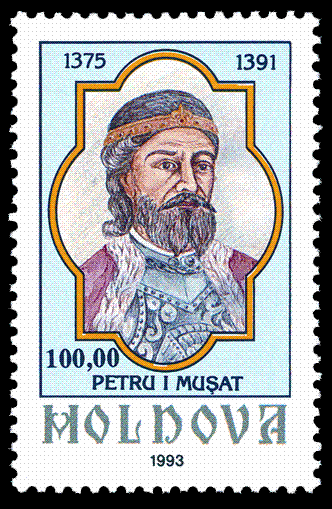
Портрет Петра I Мушат на почтовой марке Республики Молдова